# Буртнек, Эрнест Мартынович
Эрнест Мартынович Буртнек (29 января 1898 ― 20 июня 1958) ― советский учёный, терапевт, фтизиатр, доктор медицинских наук, профессор, первый ректор Рижского медицинского института, Заслуженный деятель науки Латвийский ССР (1949), член-корреспондент АМН СССР (1955).

## Биография
Эрнест Мартынович Буртнек родился 29 января 1898 году в городке Лимбажи (ранее - Лемзаль), Лифляндской губернии, в семье рабочего.
В 1926 году успешно завершил обучение в Первом Ленинградском медицинском институте. Работал врачом сначала в городе Ленинграде (с 1926 по 1929 годы), а затем - на Урале (с 1929 по 1930 годы). Стал активным участником борьбы против туберкулёза, совершенствовал свои знания в пульмонологии и фтизиатрии.
С 1930 по 1935 годы трудился  главным врачом туберкулезного санатория «Медвежья гора» в Карелии. С 1 июня 1935 по 1947 годы работал в Ленинградском НИИ туберкулеза. В самые сложные военные годы находился на боевом медицинском посту. Был отмечен медалью "За оборону Ленинграда".
С 1947 года стал работать на кафедре диагностики и пропедевтики внутренних болезней медицинского факультета Латвийского государственного университета. С 1950 года и до самой смерти возглавлял Рижский медицинский институт.
Является автором более 30 научных работ, в основном посвященных лечению туберкулеза легких. Автор разработки метода получения пневмолизина. Он предложил использовать «зигзагообразный режим» питания при туберкулезе, доказал эффективность переливаний крови в малых дозах.
Активный член медицинского сообщества. Член КПСС с 1942 года, член ЦК КП Латвии. Редактор статей по разделу «Внутренние болезни» во втором издании Большой медицинской энциклопедии.
Погиб в автомобильной катастрофе в Риге 20 июня 1958 года. Похоронен на Серафимовском кладбище города Санкт-Петербурга.

## Научная деятельность
Труды, монографии:
- Буртнек Э.М. Экспериментальные и клинические материалы о лечении легочного туберкулеза пневмотоксической сывороткой, дисс., Л.— Рига, 1948;
- Буртнек Э.М. Клинические наблюдения над действием парааминосалициловой кислоты (ПАСК) при различных формах туберкулеза, Изв. АН Латвийск. ССР, № 4 (33), 1950, С. 51; *
- Буртнек Э.М. Влияние малых доз крови на течение различных форм туберкулеза, в кн.: Здравоохранение Сов. JIaTBHH, под ред. А. А. Краусса, сб. 8, Рига, 1952, С. 105;
- Буртнек Э.М. Современное состояние вопроса о питании больных туберкулезом легких, в кн.: Вопр, питания, под ред. А. А. Шмидта и др., в. 2, Рига, 1953, С. 29.

## Награды
Заслуги отмечены наградами:
- Орден Трудового Красного Знамени,
- Орден Знак Почёта,
- Медаль "За оборону Ленинграда",
- другие медали.